# Лапин, Франц Иванович
Франц Иванович Лапин (15 декабря 1925 — 8 декабря 1991) — советский хоккеист, нападающий. Мастер спорта СССР.

## Биография
Старшие братья Владимир (Владислав) (1913—1991) и Виктор (1921—2016) также были спортсменами.
Выступал за ленинградские клубы. В сезонах 1948/49 — 1949/50 в составе команды СКИФ / «Большевик». Со следующего сезона — в «Динамо». Перед сезоном 1954/55 место «Динамо» в чемпионате СССР было передано «Авангарду», куда и перешёл Лапин. Играл за команду, переименованную в «Кировец», до сезона 1959/60. Выступал за сборную Ленинграда на зимней Спартакиаде народов РСФСР 1958 года. Бронзовый призёр хоккейного турнира зимней Спартакиады народов СССР 1962 года в составе сборной Ленинграда (в 8 играх забросил 11 шайб). В сезоне 1963/64 — в составе «Кировца». В 1960 году старший тренер Кировского завода по футболу и хоккею. С 1973 по 1977 годы старший тренер, выступавшей в первенстве Ленинграда по хоккею, клубной команды «Торпедо».

## Статистика
В чемпионатах СССР забросил 152 шайбы, в том числе в составе «Большевика» (1949/1950) — 21 шайба, в составе «Динамо» (Ленинград) (1950—1954) — 45 шайб, в составе «Кировца» (1954—1960) — 86 шайб.